# Naddo Ceccarelli
Naddo Ceccarelli (Siena, ... – ...; fl. XIV secolo) è stato un pittore italiano, attivo tra il 1325 e il 1350.

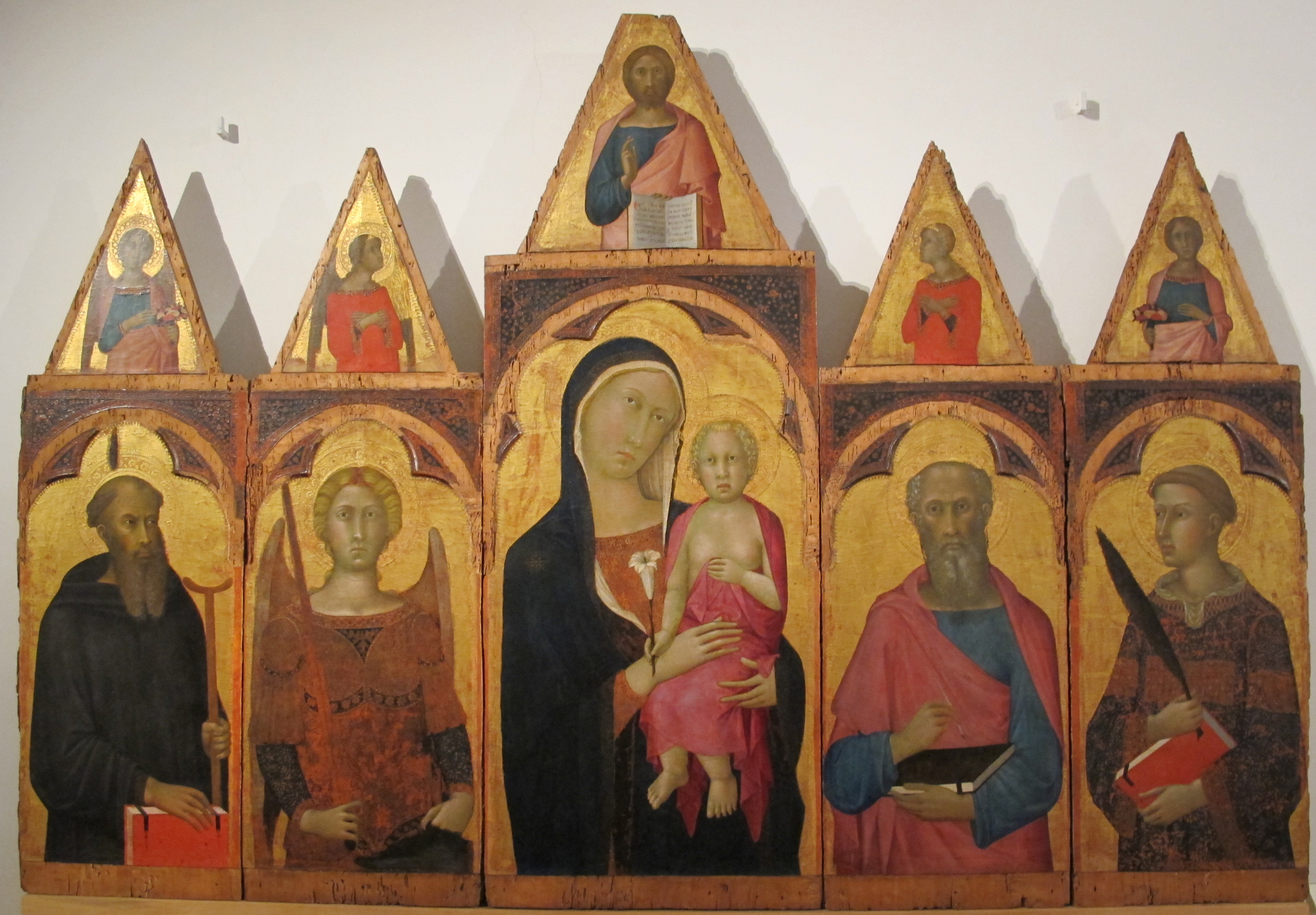
Madonna e santi, Pinacoteca Nazionale di Siena

La sua personalità artistica è stata ricostruita grazie a due opere firmate: il Cristo morto del Liechtenstein Museum di Vienna e la Madonna col Bambino nella collezione Cook di Richmond, datata 1347. Influenzato fortemente da Simone Martini e Lippo Memmi, appartenne alla scuola senese.